# Martinho de Zamora
Martinho de Zamora (Zamora, 1330/1340 – Lisbona, 6 dicembre 1383) è stato uno pseudocardinale portoghese, creato dall'antipapa Clemente VII.

## Biografia
Nacque in Zamora tra il 1330 ed il 1340.
Venne assassinato il 6 dicembre 1383 a Lisbona, gettato dalla torre della Cattedrale di Lisbona durante un'insurrezione.
L'antipapa Clemente VII lo elevò al rango di (pseudo) cardinale nel concistoro del 23 dicembre 1383, quando ancora non era giunta la notizia della sua morte.